# 北アルプス文化センター
北アルプス文化センター（きたあるぷすぶんかせんたー）は、富山県中新川郡上市町法音寺1番地に所在するホールである。

## 概要
1984年（昭和59年）より総工費13億4千万円にて工事着手し、1985年（昭和60年）9月18日に開館。一般財団法人上市町健康文化振興財団が指定管理者として同施設を運営している。
鉄筋コンクリート造地下1階地上4階建て（開館当時は1階に山岳博物館、2階に薬草・売薬資料館を備えていた）、延床面積4,350m2。
エコーホール
- 舞台（間口18m、奥行15m、高さ9m）[2]
- 客席全1,000席[2]
- 舞台形式 - シューボックス[2]
- 主な用途 - クラシック音楽[2]

この他、リハーサル室1室、楽屋3室を備える。
駐車場は無料駐車場50台分、上市町役場駐車場利用可。

## 交通アクセス
- 富山地方鉄道本線上市駅より徒歩15分[3]
- E8北陸自動車道立山インターチェンジより車で10分[3]